# آنتون زورینا
آنتون زورینا (آلمانی: Anton Zwerina; ۷ ژوئن ۱۹۰۰ – ۱۹ مهٔ ۱۹۷۳) وزنه‌بردار اهل اتریش بود.